# رز (فیلم ۱۹۷۹)
رُز (انگلیسی: The Rose) فیلمی در ژانر موزیکال به کارگردانی مارک رایدل است که در سال ۱۹۷۹ منتشر شد. بت میدلر موفق شد برای بازی در این فیلم برای دریافتِ جایزه اسکار بهترین بازیگر نقش اول زن نامزد شود.

## بازیگران
- بت میدلر
- آلن بیتس
- فردریک فورست
- هری دین استنتون
- دیوید کیت
- بری پریموس
- دوریس رابرتس
- چیپ زاین